# Josef Schuster (Gewichtheber)
Josef Schuster (* 13. Dezember 1906 in Oberölkofen; † 1996) war ein deutscher Gewichtheber.

## Werdegang
Josef Schuster wuchs in der Nähe von München auf und begann 1924 in Grafing mit dem Gewichtheben. 1926 schloss er sich dem Münchner SV und 1930 dem TSV 1860 München, mit dessen Mannschaft er sieben Mal Deutscher Meister wurde, an. Er war sehr leicht und startete zunächst im Fliegengewicht (bis 52 kg Körpergewicht) und ab 1932 im Bantamgewicht (bis 56 kg Körpergewicht). In dieser Klasse blieb er bis zum Ende seiner aktiven Laufbahn, die fast 30 Jahre dauerte. Da das Bantamgewicht bei internationalen Meisterschaften bis 1947 nicht international ausgeschrieben wurde, blieben ihm internationale Erfolge lange versagt. Erst kurz vor dem Ende seiner Laufbahn wurde er 1954 in Wien mit 47 Jahren Vize-Europameister. Josef Schuster, der auch mehrere Weltrekorde aufstellte, war nach dem Wechsel von Max Walter in das Federgewicht in der zweiten Hälfte der 1930er Jahre zusammen mit Alois Schöbinger, Wien, Erich Kielmann, Essen und den Amerikanern Levan und Mungioli der beste Bantamgewichtler der Welt.

## Internationale Erfolge
(OS = Olympische Spiele, WM = Weltmeisterschaft, EM = Europameisterschaft, Fl = Fliegengewicht, Ba = Bantamgewicht, OD = olympischer Dreikampf, bestehend aus beidarmigem Drücken, Reißen und Stoßen, VK = Vierkampf, bestehend aus OD+ einarmigem Reißen, FK = Fünfkampf, bestehend aus OD + einarmigem Reißen und einarmigem Stoßen)
- 1952, 14. Platz, OS in Helsinki, OD, Ba, mit 265 kg, Sieger Iwan Udodow, UdSSR, 315 kg, vor Mahmoud Namdjou, Iran, 307,5 kg;
- 1954, 10. Platz, WM + EM in Wien, OD, Ba, mit 272,5 kg, Sieger Bakir Farchutdinow, UdSSR, 315 kg, vor Namdjou, 307,5 kg, EM-Wertung: 2. Platz, hinter Farchutdinow und vor Arne Vehkonen, Finnland, 270 kg;

## Deutsche Meisterschaften
- 1928, 3. Platz, OD, Fl, mit 235 kg, hinter Adolf Rein, Göppingen, 235 kg und Fritz Buri, Pirmasens, 235 kg;
- 1929, 3. Platz, FK, Fl, mit 347,5 kg, hinter Buri, 382,5 kg, und August Verley, Essen, 360 kg;
- 1930, 1. Platz, OD, Fl, mit 242,5 kg, vor Karl Lukascyk, Hindenburg, 237,5 kg, und Franz Antonie, Hörde, 225 kg;
- 1932, 2. Platz, OD, Ba, mit 260 kg, hinter Max Walter, Saarbrücken, 260 kg, und vor Verley, 242,5 kg;
- 1934, 1. Platz, FK, Ba, mit 392,5 kg, vor Walter Dörrbecker, Dortmund, 392,5 kg, und Jakob Renfer, Ludwigshafen am Rhein, 377,5 kg;
- 1935, 1. Platz, OD, Ba, mit 265 kg, vor Karl Koch, Dortmund, 252,5 kg, und Antonie, 247,5 kg;
- 1936, 1. Platz, OD, Ba, mit 265 kg, vor Georg Bumberger, Freising, 262,5 kg, und Schmaleit, Berlin, 252,5 kg;
- 1937, 1. Platz, OD, Ba, mit 270 kg, vor Bumberger, 260 kg, und Dörrbecker, 257,5 kg;
- 1938, 2. Platz, OD, Ba, mit 270 kg, hinter Walter, 270 kg, und vor Bumberger, 255 kg;
- 1939, 1. Platz, OD, Ba, mit 280 kg, vor Alois Schöbinger, Wien, 275 kg, und Erich Kielmann, Essen, 272,5 kg;
- 1940, 1. Platz, OD, Ba, mit 280 kg, vor Schöbinger, 265 kg, und Bumberger, 255 kg;
- 1941, 2. Platz, OD, Ba, mit 280 kg, hinter Schöbinger, 285 kg, und vor Karl Janisch, Wien, 255 kg;
- 1942, 1. Platz, OD, Ba, mit 262,5 kg, vor Franz Malecek, Wien, 247,5 kg, und Antonie, 245 kg;
- 1948, 1. Platz, OD, Ba, mit 265 kg, vor Rudolf Mahin, Rosenheim, 250 kg, und Udo Broer, Altenessen, 245 kg;
- 1950, 2. Platz, VK, Ba, mit 310 kg, hinter Ewald Breßlein, Essen, 330 kg, und vor Willi Dorawa, Hamborn, 302,5 kg;
- 1951, 1. Platz, OD, Ba, mit 270 kg, vor Dorawa, 267,5 kg, und Franz Frank, Sellin, 247,5 kg;
- 1952, 1. Platz, OD, Ba, mit 270 kg, vor Alois Jablonski, Hannover, 245 kg, und Frank, 242,5 kg;
- 1953, 2. Platz, OD, Ba, mit 260 kg, hinter Waldemar Ertl, Regensburg, 262,5 kg, und vor Dorawa, 252,5 kg;
- 1954, 1. Platz, OD, Ba, mit 272,5 kg, vor Ertl, 267,5 kg, und Martin Eberle, Memmingen, 252,5 kg

## Weltrekorde
(alle im Bantamgewicht aufgestellt)
im beidarmigen Drücken:
- 90 kg, 1936 in Stuttgart,
- 91 kg, 1938 in München,
- 92,5 kg, 1939 in München,
- 95 kg, 1940 in München

im olympischen Dreikampf:
- 270 kg, 1937 in München,
- 280 kg, 1939 in Nürnberg,
- 287,5 kg, 1940 in München